# Ahmed Ismail
Ahmed Ismail El Shamy (en árabe: أحمد اسماعيل الشامي) (El Cairo, Egipto, 21 de octubre de 1975) es un deportista olímpico egipcio que compitió en boxeo, en la categoría de peso semipesado y que consiguió la medalla de bronce en los Juegos Olímpicos de Atenas 2004.

## Palmarés internacional
| Juegos Olímpicos | Juegos Olímpicos | Juegos Olímpicos  | Juegos Olímpicos |
| Año              | Lugar            | Medalla           | Prueba           |
| ---------------- | ---------------- | ----------------- | ---------------- |
| 2004             | Atenas (Grecia)  | Medalla de bronce | Peso semipesado  |